# Szürkearcú alcippe
A szürkearcú alcippe (Alcippe morrisonia) a madarak osztályának verébalakúak (Passeriformes) rendjébe és a Pellorneidae családjába tartozó faj.

## Rendszerezése
A fajt Robert Swinhoe angol biológus írta le 1863-ban.

## Előfordulása
Délkelet-Ázsiában, Kína, Laosz, Mianmar, Tajvan, Thaiföld és Vietnám területén honos. A természetes élőhelye a szubtrópusi vagy trópusi síkvidéki- és hegyi esőerdők, valamint cserjések. Állandó, nem vonuló faj. Alfajait leválasztották, ezért elterjedési területe is változhat. Az alap alfaj csak Tajvan szigetén honos.

## Megjelenése
Testhossza 12,5-14 centiméter, testtömege 12-19 gramm.
|  |

## Életmódja
Kisebb rovarokkal, magvakkal és bogyókkal táplálkozik.